# SN 2010dr
SN 2010dr – supernowa typu II-L odkryta 3 czerwca 2010 roku w galaktyce M+08-01-03. W momencie odkrycia miała maksymalną jasność 18,50m.